# Papa Bento XII
Bento XII (em latim: Benedictus PP. XII), nascido Jacques Fournier; (Saverdun, 1285 — Avinhão, 25 de abril de 1342),  foi um cardeal, inquisidor e, posteriormente Papa da Igreja Católica de 20 de dezembro de 1334  até a data de sua morte. Ele foi o terceiro Papa de Avignon. Bento foi um Papa cuidadoso que reformou as ordens monásticas e se opôs ao nepotismo. Incapaz de remover sua capital para Roma ou Bolonha, ele iniciou o grande palácio em Avignon. Ele decidiu contra uma noção do Papa João XXII, dizendo que as almas podem atingir a "plenitude da visão beatífica " antes do Juízo Final. Apesar de ser um reformador sólido, ele tentou, sem sucesso, reunir a Igreja Ortodoxa e a Igreja Católica, quase três séculos após o Grande Cisma; ele também não chegou a um acordo com Luís IV do Sacro Império Romano-Germânico.

## Início da vida
Pouco se sabe sobre as origens de Jacques Fournier. Acredita-se que ele tenha nascido em Canté, no Condado de Foix, por volta da década de 1280, em uma família de meios modestos. Ele se tornou um monge cisterciense e deixou o campo para estudar na Universidade de Paris. Em 1311, ele foi feito abade de Abadia de Fontfroide e rapidamente se tornou conhecido por sua inteligência e capacidade organizacional. Em 1317, foi nomeado bispo de Pamiers. Lá, ele empreendeu uma rigorosa caçada aos hereges cátaros, como Guillaume Bélibaste, que foi queimado na fogueira em 1321.
Seus esforços contra os cátaros de Montaillou, no Arieja, foram cuidadosamente registrados no Registro Fournier, que ele levou a Roma e depositou na Biblioteca Apostólica Vaticana. Sua transcrição foi editada por Jean Duvernoy e foi documentada pela micro-história pioneira de Emmanuel Le Roy Ladurie, Montaillou.
Em 1326, após a erradicação bem-sucedida dos últimos - acreditava-se - cátaros do sul, ele foi nomeado bispo de Mirepoix em Ariège e, um ano depois, em 1327, foi cardeal.

## Adesão ao papado
Fournier sucedeu o Papa João XXII como papa, depois de ser eleito no Conclave de 1334. O Conclave foi inaugurado em 13 de dezembro, e parecia que poderia haver uma eleição rápida. Uma maioria de dois terços estava preparada para eleger o cardeal Jean-Raymond de Comminges, o bispo do Porto, se ele jurasse antecipadamente concordar em não devolver o papado a Roma. Comminges se recusou a fazer promessas para ser eleito. O Conclave, portanto, se baseia em longas discussões. Como o próprio Fournier disse: "... na discussão realizada sobre a eleição de um futuro papa, eles certamente poderiam ter concordado com outros mais conspícuos pela reputação de seus grandes méritos ...", em outras palavras, havia vários possíveis candidatos. O cardeal cisterciense, Jacques Fournier, foi eleito na noite de 20 de dezembro de 1334, depois das Vésperas, no oitavo dia do Conclave.

## Política e atividade papal
Bento XII foi um papa em reforma que não seguiu as políticas de seu antecessor. Ele escolheu fazer as pazes com o Luís IV do Sacro Império Romano-Germânico e, na medida do possível, chegou a um acordo com os franciscanos, que então estavam em desacordo com a Sé Romana. Ele tentou conter os luxos das ordens monásticas, embora sem muito sucesso. Ele também ordenou a construção do Palácio dos Papas de Avinhão.
Bento passou a maior parte do tempo trabalhando em questões de teologia. Ele rejeitou muitas das ideias desenvolvidas por João XXII. A esse respeito, ele promulgou uma constituição apostólica, Benedictus Deus, em 1336. Esse dogma definia a crença da Igreja de que as almas dos que partem recebem sua recompensa eterna imediatamente após a morte, em vez de permanecer em um estado de existência inconsciente até o Juízo Final. Embora alguns afirmem que ele fez campanha contra a Imaculada Conceição, isso está longe de ser claro. Ele se envolveu em longos debates teológicos com outras figuras notáveis da época, como Guilherme de Ockham e Mestre Eckhart.
Embora nascido francês, Bento não sentiu patriotismo em relação à França nem a seu rei, Filipe VI de França. Desde o início de seu papado, as relações entre ele e Filipe foram frígidas. Depois de ser informado do plano de Filipe de invadir a Escócia, Bento sugeriu que Eduardo III de Inglaterra, provavelmente venceria, independentemente.

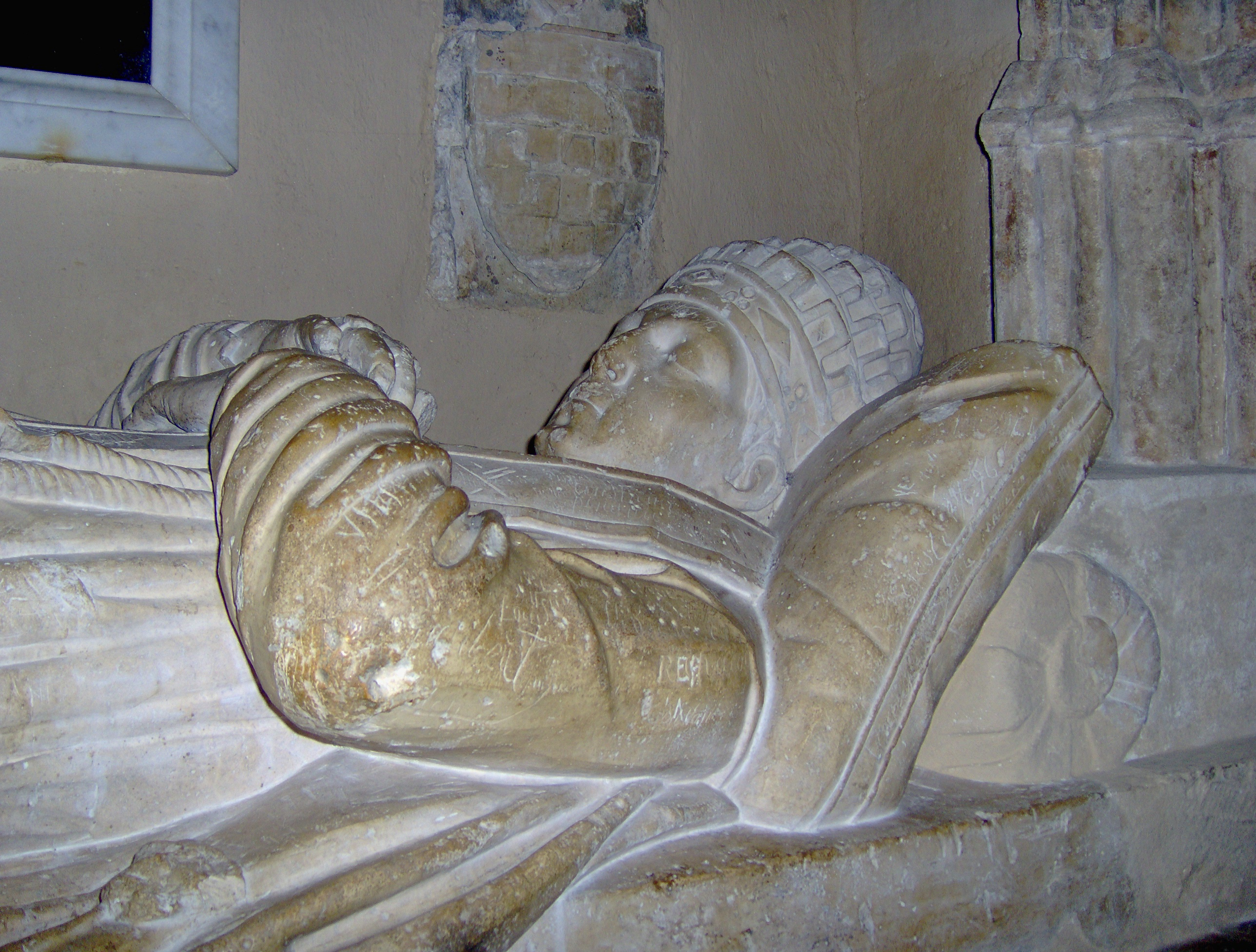
Tumba do Papa Bento XII, Catedral de Notre-Dame-des-Doms, Avignon

## Brasão
- Descrição: Escudo eclesiástico: De argente com bordadura de goles. O escudo está assente em tarja branca. O conjunto pousado sobre duas chaves decussadas, a primeira de jalde e a segunda de argente, atadas por um cordão de goles, com seus pingentes. Timbre: a tiara papal de argente com três coroas de jalde. Quando são postos suportes, estes são dois anjos de carnação, sustentando cada um, na mão livre, uma cruz trevolada tripla, de jalde.
- Interpretação: O escudo obedece às regras heráldicas para os eclesiásticos. O campo de argente (prata) são símbolos do poder espiritual e do poder temporal. A bordadura de goles (vermelho) simboliza: o fogo da caridade inflamada no coração do Soberano Pontífice pelo Divino Espírito Santo, que o inspira diretamente do governo supremo da Igreja, bem como valor e o socorro aos necessitados, que o Vigário de Cristo deve dispensar a todos os homens. Os elementos externos do brasão expressam a jurisdição suprema do papa. As duas chaves "decussadas", uma de jalde (ouro) e a outra de argente (prata) são símbolos do poder espiritual e do poder temporal. E são uma referência do poder máximo do Sucessor de Pedro , relatado no Evangelho de São Mateus, que narra que Nosso Senhor Jesus Cristo disse a Pedro: "Dar-te-ei as chaves do reino dos céus, e tudo o que ligares na terra será ligado no céu, e tudo o que desligares na terra, será desligado no céu" (Mt 16, 19). Por conseguinte, as chaves são o símbolo típico do poder dado por Cristo a São Pedro e aos seus sucessores. Foi este papa que, em 1342, acrescentou à tiara papal sua terceira coroa que representa o Magistério, uma vez que a primeira coroa já representava a Jurisdição (o poder régio ou temporal) e a segunda a Ordem (o poder espiritual).